# Tony Mendez
Tony Mendez (født 27. marts 1945 på Cuba) er en cubansk skuespiller. Han arbejder nu for The Late Show with David Letterman som bliver sendt på CBS. Tony Mendez er kortholderen på The Late Show, men han har også sit eget show, som hedder The Tony Mendez Show, der kan ses på CBS's hjemmeside. Tony Mendez får hjælp af Stephanie Birkitt til at lave The Tony Mendez Show.